# Ryggmärgsskada
Ryggmärgsskada är en skada på ryggmärgen, som leder till olika slags rubbningar i nervsystemet, känselbortfall och motorisk bortfall (förlamning). Det finns flera sätt att dela in ryggmärgsskador, de kan vara traumatiska (orsakade av yttre våld) eller icke-traumatiska. Vidare delar man in skadorna i kompletta (hela ryggmärgen har gått av på aktuella skadeområdet) eller icke kompletta. När man klassificerar de skadade så talar man om tetraplegi eller paraplegi. Tetra betyder 4 och para 2 och refererar till antalet extremiteter som är berörda. En tetraplegiker har en skada på någon halskota och det påverkar armar och ben, medan en paraplegiker inte har någon nedsatt funktion i armarna, men i benen.